# أرمرده
أرمرده (بالفارسية: آرمرده) هي مدينة تقع في محافظة كردستان غرب إيران في ناحية ألوت. يقدر عدد سكانها بـ 2,062 نسمة .